# Episodi di Janet King (terza stagione)
La terza stagione della serie televisiva Janet King è stata trasmessa in Australia su ABC1 dal 25 maggio al 13 luglio 2017.
In Italia è inedita.
| nº | Titolo originale            | Titolo in italiano | Prima TV Australia | Pubblicazione Italia |
| -- | --------------------------- | ------------------ | ------------------ | -------------------- |
| 1  | Playing Advantage           |                    | 25 maggio 2017     |                      |
| 2  | Blindsided                  |                    | 1 giugno 2017      |                      |
| 3  | Levelling the Playing Field |                    | 8 giugno 2017      |                      |
| 4  | Running Out the Clock       |                    | 15 giugno 2017     |                      |
| 5  | Game Changer                |                    | 22 giugno 2017     |                      |
| 6  | Hard Ball                   |                    | 29 giugno 2017     |                      |
| 7  | White Line Fever            |                    | 6 luglio 2017      |                      |
| 8  | Little Victories            |                    | 13 luglio 2017     |                      |